# Rhapsody (Online-Musikdienst)
Rhapsody war ein US-amerikanischer Online-Musikdienst, der von dem Unternehmen RealNetworks betrieben wurde.

## Geschichte
Der Dienst in seiner heutigen Form hat seinen Ursprung in dem Radio-on-Demand-Dienst TuneTo.com. Ein Entwicklerteam um Tim Bratton hatte damals den Auftrag, eine qualitativ hochwertige Streaming Engine für diesen Dienst zu programmieren. Nachdem TuneTo.com im Jahre 2001 durch das kalifornische Startup Listen.com übernommen wurde, welches sich damals bereits die Streamingrechte für eine beträchtliche Independent-Musikbibliothek gesichert hatte, gelangte der Dienst unter dem Namen Rhapsody im Dezember 2001 zur Marktreife.
Zu dieser Zeit war Rhapsody der erste Online-Musikdienst, bei dem der Nutzer für einen monatlichen Festpreis kompletten Zugriff auf den gesamten Musikbestand erhielt. Daher waren auch die großen Plattenkonzerne schnell zu einer Lizenzierung ihrer Kataloge bereit. Bereits im Sommer 2002 war der gesamte Bestand der damals fünf größten Musiklabels (BMG, EMI, Sony Music, Universal Music und Warner) über die Plattform Rhapsody verfügbar, was für die damaligen Verhältnisse eine sensationelle Neuheit darstellte. Bisher waren die Bestände der großen Labels legal jeweils nur über verschiedene, meist proprietäre, Dienste erhältlich.
Kurz vor der Eröffnung des iTunes Store durch Apple im April 2003 kündigte deren Konkurrentin RealNetworks eine Übernahme von Rhapsody an. Am 3. August 2003 wurde die Übernahme abgeschlossen und der Dienst vorübergehend in RealRhapsody umbenannt. Schnell wurde jedoch entschieden, zu dem kürzeren und gut eingeführten Markennamen Rhapsody zurückzukehren.
Im Oktober/November 2011 kaufte Rhapsody den Konkurrenten Napster auf.
Im Laufe des Jahres 2017 wurde Rhapsody zu Napster, bietet jedoch den gleichen Service.

## Funktionsweise
Die Nutzung von Rhapsody erfordert eine spezielle Client-Software, die das proprietäre DRM-Verfahren Helix beherrscht. Das Abspielen der Musiktitel ist ausschließlich über diese Software möglich, eine bestehende Internet-Verbindung ist ebenfalls erforderlich. Nach einer Kündigung des Abonnements ist eine Nutzung der Streamingfunktionen nicht mehr möglich. Mittlerweile besteht allerdings auch die zusätzliche Möglichkeit, einzelne Titel ähnlich wie im iTunes Store käuflich zu erwerben und per Download dauerhaft auf der eigenen Festplatte zu speichern (Pay-per-Track). In diesem Falle ist ein Abspielen der gekauften Titel auch nach Kündigung des Dienstes weiterhin möglich.
Gegen einen monatlichen Aufpreis kann auch das Abspielen auf bestimmten mobilen Abspielgeräten ermöglicht werden. Hier ist eine regelmäßige Synchronisation mit dem Rhapsody-Client erforderlich, um die fortbestehende Nutzungsberechtigung zu verifizieren.
Rhapsody war (vor der Umbenennung) ausschließlich in Amerika verfügbar.

## Rechtliche Auseinandersetzungen

### Apple
Aufgrund der weiten Verbreitung der iPod-Musikspieler von Apple hatte insbesondere die Pay-per-Track-Funktion von Rhapsody bald unter erheblichen Wettbewerbsschwierigkeiten zu leiden. Viele iPod-Nutzer erwarben ihre Musik lieber bei iTunes, um diese auch unterwegs hören zu können, während Rhapsody ausschließlich weniger verbreitete Abspielgeräte anderer Hersteller unterstützte. Somit entschied sich RealNetworks, die über Rhapsody erworbenen Titel auch auf diesen Geräten abspielbar zu machen, um gegenüber dem iTunes Store konkurrenzfähig zu bleiben. Hierzu wurde den Nutzern ein Plugin namens Harmony zur Verfügung gestellt, welches die Titel in das Apple-Format AAC mit dem DRM-System FairPlay übertrug. 
Apple konterte hierauf mit einer Modifikation der iPod-Firmware, welche das Abspielen auf diese Weise konvertierter Titel unterband. Dies führte zu einem Entwicklungskrieg zwischen den beiden Herstellern, weil das Harmony-Plugin ebenfalls immer wieder angepasst wurde. RealNetworks reagierte außerdem mit drastischen Preissenkungen (weit unter iTunes-Niveau) und setzte zahlreiche Werbekampagnen ein.
Wegen der schließlich drohenden juristischen Auseinandersetzung wurde die Weiterentwicklung des Harmony-Plugins mittlerweile eingestellt.

### Weitere
Die Metal-Band Rhapsody war 2006 nach einem langen markenrechtlichen Streit mit RealNetworks gezwungen, ihren Namen in Rhapsody of Fire zu ändern. Da die Band bereits viele Jahre vor dem Marktstart des Musikdienstes gegründet wurde, stieß dieser Schritt auf erhebliche Kritik in der Musikszene.